# 袁敞
袁 敞（えん しょう、生年不詳 - 117年）は、後漢の官僚・政治家。字は叔平。豫州汝南郡汝陽県（現在の河南省周口市商水県）の人。

## 経歴
袁安の子として生まれた。若くして家学である『孟氏易』を伝授された。蔭官により太子舎人に任じられた。和帝のとき、将軍・大夫・侍中を歴任した。108年（永初2年）10月、東郡太守として出向した。同年のうちに洛陽に召還されて太僕に任じられ、109年（永初3年）に光禄勲に転じた。115年（元初2年）12月、劉愷に代わって司空となった。袁敞の子が尚書郎の張俊と交友関係にあり、省内の機密を漏洩した。このため袁敞はその罪に連座して116年（元初3年）に免官された。袁敞は剛直で権貴におもねらなかったため、外戚の鄧氏一族に憎まれた。117年（元初4年）4月戊申、袁敞は自殺した。

## 子女
- 袁盱

## 伝記資料
- 『後漢書』巻45 列伝第35
- 漢司空袁敞碑